# 松田佳祐
松田 佳祐（まつだ けいすけ、1997年10月8日 - ）は、日本の子役。

## 出演作品

### テレビ
- 戦国鍋TV 〜なんとなく歴史が学べる映像〜（ケンジ）
- 龍馬伝（望月清平（少年時代））
- こちら葛飾区亀有公園前派出所
- 本日も晴れ。異状なし-南の島　駐在所物語
- 坂の上の雲
- ドリーム☆アゲイン
- 三代目のヨメ!
- 特命戦隊ゴーバスターズ 第42話 (2012年、学生）
- 黒澤明ドラマスペシャル 野良犬 (2013年、柳下銀次）

### 吹き替え
- イ・サン
- 製パン王 キム・タック（キム・タック（少年期））
- ナショナル・トレジャー リンカーン暗殺者の日記
- リセス 〜ぼくらの休み時間〜

### 舞台
- 罪と罰
- 足摺岬

### 映画
- 兄からの手紙
- 母べえ

### CM
- 日本マクドナルド
- 角川書店
- ファミリーマート(ミクLOVESファミマ♪キャンペーン　「ライブ」篇)
- ビタミン炭酸MATCH   (部活篇)
- モンスターストライク  (教室篇)

### ラジオ
- FMシアター・骨を抱えて